# Begonia zygia
Begonia zygia, biljna vrsta iz roda begonija opisana 2019 godine..  B. zygia je uz još 4 vrste opisana i ilustrirana 2019. godine u Taiwania, i sve su iz zapadnog Sarawaka. Ostale 4 su: B. cruentospirituna C.W.Lin, B. galaxia C.W. Lin, B. opaca C.W. Lin & C.-I Peng i B. suyenii C.W. Lin. Sve vrste pripadaju sekciji Petermannia.

## Opis
B. zygia je polugrm iz vlažnog tropskog bioma otoka Bornea.